# حبیب کوزه‌لی
حبیب کوزه‌لی (زاده ۱۳۴۳ در گنبد کاووس) بازیکن سابق والیبال اهل ایران است. وی جزو اولین لژیونرهای والیبال ایران به‌شمار می‌آمد که به مدت یک سال در باشگاه گالاتاسرای بازی کرده‌است. وی به عنوان بازیکن نیز در تیم ملی والیبال ایران عضویت داشته‌است.